# Villa Sant'Antonio
Villa Sant'Antonio (Sant'Antoni o Sant'Antoni Arruìnas in sardo) è un comune italiano di 318 abitanti della provincia di Oristano in Sardegna.

## Geografia fisica

### Territorio
Si trova nella regione dell'Alta Marmilla. Sorge sulle colline delimitate a sud dalla Giara di Assolo, a est dal fiume "Imbessu", a nord dal "Grighine" e a Ovest dalla "Bradaxiana" di Usellus.

## Storia
L'area fu abitata già nel neolitico, e quindi in epoca nuragica e romana, come dimostrano la presenza sul territorio di strutture megalitiche (menhir, nuraghi) e alcune tombe di epoca romana.
Il paese attuale è di origine recente.Agli inizi del XVIII secolo fu scoperta presso una sorgente una statua di Sant'Antonio Abate; si costruì allora nella località un oratorio e vi si stabilirono alcune famiglie. Nel 1720 venne siglato l'atto di vassallaggio alla baronia di Senis, alla quale il paese fu incorporato, feudo dei Nin Zatrillas, ai quali venne riscattato nel 1839 con la soppressione del sistema feudale.

### Simboli
Lo stemma e il gonfalone del comune di Villa Sant'Antonio sono stati concessi con decreto del presidente della Repubblica del 23 febbraio 2015.
Il gonfalone è un drappo partito di azzurro e di bianco.

## Monumenti e luoghi d'interesse

### Siti archeologici
Il territorio è ricco di sorgenti e di importanti resti archeologici: menhir, domus de janas, nuraghi e siti romani tra i quali:
- il menhir di Carabassa
- il menhir di Monte Corru Tundu[4]
- il menhir di Tuttiricchiu

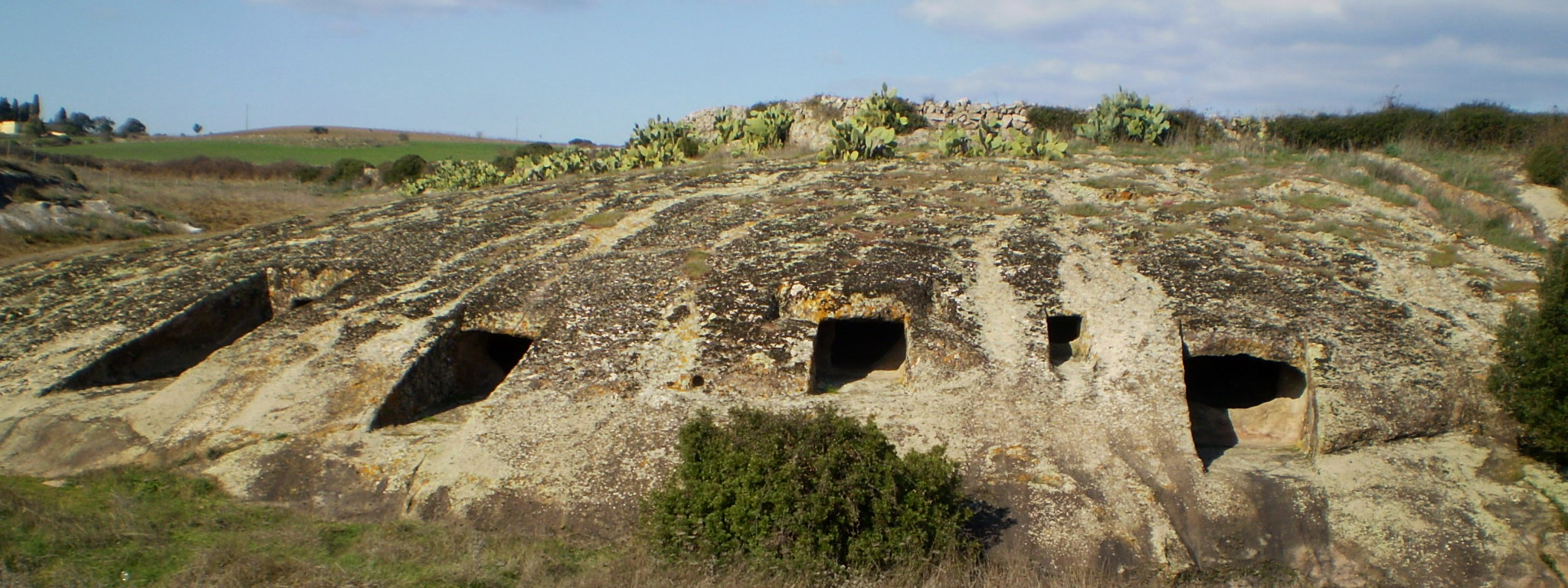
Genna Salixi

- la domus de Janas di Genna Salixi
- la domus de janas di Is Forrus
- la domus de janas di Maccettu o Trunch'e Pani
- il nuraghe Arruda
- il nuraghe Bruncu Mannu
- il nuraghe Crannaiou
- il nuraghe Ispei
- il nuraghe s'Enna'e sa Pira
- il nuraghe Su Moguru
- la tomba romana o medioevale di Maccettu o Trunch'e Pani.

Tra gli edifici religiosi si annota la chiesa di Sant'Antonio Abate.

## Società

### Evoluzione demografica
Abitanti censiti

### Lingue e dialetti
La variante del sardo parlata a Villa Sant'Antonio è il campidanese occidentale.

## Economia
Il centro è dedito all'agricoltura e alla pastorizia.

## Amministrazione
| Periodo         | Periodo         | Primo cittadino | Partito                      | Carica  | Note |
| --------------- | --------------- | --------------- | ---------------------------- | ------- | ---- |
| 31 maggio 2015  | 26 ottobre 2020 | Fabiano Frongia | Lista civica "Tottus impari" | Sindaco |      |
| 26 ottobre 2020 | in carica       | Fabiano Frongia | Lista civica "Tottus impari" | Sindaco |      |